# Borophaginae
|  | †Hesperocyoninae                                          |
|  |                                                           |
|  | \| \| †Borophaginae \| \| \| \| \| \| Caninae \| \| \| \| |
|  |                                                           |
|  | †Borophaginae                                             |
|  |                                                           |
|  | Caninae                                                   |
|  |                                                           |

|  | †Borophaginae |
|  |               |
|  | Caninae       |
|  |               |

|  | †Hesperocyoninae                                          |
|  |                                                           |
|  | \| \| †Borophaginae \| \| \| \| \| \| Caninae \| \| \| \| |
|  |                                                           |
|  | †Borophaginae                                             |
|  |                                                           |
|  | Caninae                                                   |
|  |                                                           |

|  | †Borophaginae |
|  |               |
|  | Caninae       |
|  |               |

Borophaginae — вимерла підродина хижих ссавців із родини псових. Borophaginae були ендеміками Північної Америки в період від олігоцену до пліоцену і жили в період приблизно від 36 до 2.5 мільйонів років тому. Скам'янілостей є в достатку на досить великому ареалі. Наразі ідентифіковано 66 видів. Усі борофаги мали зменшений п'ятий палець на задніх лапах, на відміну від сучасних псових, які мають лише чотири.
Borophaginae походять з підродини Hesperocyoninae. одним із найдавніших і найпримітивніших борофагів є рід Archaeocyon (вагою < 2 кг), який здебільшого зустрічається у викопних відкладеннях на заході Північної Америки. Незабаром борофагіни розділилися на кілька основних груп. Вони еволюціонували, щоб стати значно більшими, ніж їхні попередники, і заповнили широкий спектр ніш у пізньому кайнозою Північної Америки, від невеликих всеїдних до потужних хижаків розміром з ведмедя, таких як Epicyon.
Згідно з аналізом північноамериканських скам'янілостей м'ясоїдних тварин, скорочення борофагінів від різноманітності ≈ 30 видів 15 мільйонів років тому до вимирання було значною мірою викликано конкуренцією з котовими і псовими. Котові вторглися на континент з Євразії ≈ 20 мільйонів років тому і були кращими хижаками з засідки, частково завдяки своїм висувним кігтям. Зміна клімату, яка призвела до заміни північноамериканських лісів пасовищами, також могло бути негативним для борофагів чинником, оскільки Borophaginae були порівняно повільніші.

## Класифікація
- родина Canidae
  - підродина †Borophaginae
    - †Archaeocyon 33—26 Ma
    - †Oxetocyon 33—28 Ma
    - †Otarocyon 34—30 Ma
    - †Rhizocyon 33—26 Ma
    - триба †Phlaocyonini 33—13 Ma
      - †Cynarctoides 30—18 Ma
      - †Phlaocyon 30—19 Ma

    - триба †Borophagini 30—3 Ma
      - †Cormocyon 30—20 Ma
      - †Desmocyon 25—16 Ma
      - †Metatomarctus 19—16 Ma
      - †Euoplocyon 18—16 Ma
      - †Psalidocyon 16—13 Ma
      - †Microtomarctus 21—13 Ma
      - †Protomarctus 20—16 Ma
      - †Tephrocyon 16—14 Ma
      - підтриба †Cynarctina 20—10 Ma
        - †Paracynarctus 19—16 Ma
        - †Cynarctus 16—12 Ma

      - підтриба †Aelurodontina 20—5 Ma
        - †Tomarctus 23—16 Ma
        - †Aelurodon 16—12 Ma

      - підтриба †Borophagina
        - †Paratomarctus 16—5 Ma
        - †Carpocyon 16—5 Ma
        - †Protepicyon 16—12 Ma
        - †Epicyon 12—10 Ma
        - †Borophagus (=Osteoborus) 12—5 Ma